# هنري فيتز
هنري فيتز (بالإنجليزية: Henry Fitz)‏ هو نظاراتي أمريكي، ولد في 31 ديسمبر 1808 في نيوبوريبورت في الولايات المتحدة، وتوفي في 31 أكتوبر 1863 في بالتيمور في الولايات المتحدة.